# Хлорид гольмия(III)
Хлорид гольмия(III) — неорганическое соединение, 
соль гольмия и соляной кислоты с формулой HoCl3,
желтоватые кристаллы,
растворяется в воде,
образует кристаллогидрат.

## Получение
- Действие газообразного хлористого водорода на опилки гольмия:

{\displaystyle {\mathsf {2Ho+6HCl\ {\xrightarrow {T}}\ 2HoCl_{3}+3H_{2}}}}
- Хлорирование металлического гольмия:

{\displaystyle {\mathsf {2Ho+3Cl_{2}\ {\xrightarrow {200^{o}C}}\ 2HoCl_{3}}}}

## Физические свойства
Хлорид гольмия(III) образует желтоватые кристаллы
моноклинной сингонии,
пространственная группа C 2/m,
параметры ячейки a = 0,685 нм, b = 1,185 нм, c = 0,639 нм, β = 110,8°, Z = 4.
Образует кристаллогидрат состава HoCl3•6H2O.